# Batavia snoekaal
De Batavia snoekaal (Muraenesox cinereus) is een straalvinnige vis uit de familie van snoekalen (Muraenesocidae), orde van palingachtigen (Anguilliformes). De vis kan een lengte bereiken van 220 centimeter.

## Leefomgeving
Muraenesox cinereus komt zowel in zoet, brak als zout water voor. De soort komt voor in subtropische wateren in de Grote en Indische Oceaan en in de Middellandse Zee, op een diepte van 0 tot 740 meter.

## Relatie tot de mens
Muraenesox cinereus is voor de visserij van groot commercieel belang. In de hengelsport wordt er weinig op de vis gejaagd.